# Ellis Heiden
Ellis Heiden, eigentlich Hildegard Elisabeth Luise Lücke, (* 20. März 1912; † 22. Juni 2005 in Berlin) war eine deutsche Schauspielerin, Regisseurin und Regieassistentin.

## Leben
1912 in Oranienburg oder Berlin als Hildegard Elisabeth Luise Lücke geboren, wurde sie 1928 in die Staatliche Schauspielschule Berlin aufgenommen. Nach Abschluss der Ausbildung erhielt sie ihr erstes Engagement am Theater in Beuthen (Oberschlesien). Da unterschrieb sie ihre Verträge bereits nur noch mit ihrem Künstlernamen Ellis Heiden und ab 1933 arbeitete sie an der Wanderbühne Frankfurt am Main. Eine weitere Station war das Theater Plauen. Ab 1940 war sie am Stadttheater Guben engagiert. Als dieses am 1. September 1944 auf Beschluss Joseph Goebbels’ wegen der Theatersperre schloss, musste sie in der Offertenabteilung des Gubener Rüstungsunternehmens Rheinmetall-Borsig AG arbeiten.
Als Ellis Heiden nach dem Zweiten Weltkrieg im Berliner Deutschen Theater (DT) bei Gustav von Wangenheim als Schauspielerin vorsprach, sagte er, dass es Schauspielerinnen genug gäbe, aber eine Regieassistentin würde er brauchen, und sie sagte umgehend zu. Eine der ersten Regieassistenzen im DT hatte sie bei Bertolt Brecht und seiner Mutter Courage mit Helene Weigel in der Hauptrolle. Auch mit Gustaf Gründgens hat sie gearbeitet, insgesamt war sie über 40 Jahre am Deutschen Theater als Regieassistentin tätig. 1950 wurde sie an der Schauspielschule des Deutschen Theaters als freie Mitarbeiterin geführt. In den 1950er Jahren übernahm sie als Gastregisseurin die Inszenierung mehrerer Stücke am Stadttheater Senftenberg. In den 1960er Jahren unterstützte sie das Arbeitertheater des KWO bei der Arbeit an den Inszenierungen mehrerer Stücke.
Für das Fernsehen der DDR und die DDR-Filmproduktionsgesellschaft DEFA stand sie mehrfach vor der Kamera.
Heiden war von 1945 bis 1961 mit dem Historiker Joachim Streisand verheiratet. Ellis Heiden verstarb im Alter von 93 Jahren in Berlin und fand ihre letzte Ruhestätte auf dem Zentralfriedhof Friedrichsfelde. Die Schriftstellerin Lea Streisand (* 1979) ist ihre Enkelin.

## Filmografie
- 1978: Amor holt sich nasse Füße (Fernsehfilm)
- 1979: Einfach Blumen aufs Dach
- 1981: Pugowitza
- 1983: Automärchen
- 1985: Die Gänse von Bützow
- 1988: Einer trage des anderen Last …
- 1988: Fallada – Letztes Kapitel
- 1988: Präriejäger in Mexiko (Fernseh-Zweiteiler)
- 1988: In einem Atem
- 2001: Nichts bereuen

## Theater

### Schauspielerin
- 1933: Bertolt Brecht: Die Dreigroschenoper (Hure) – Regie: ? (Wanderbühne Frankfurt am Main)
- 1949: Johann Wolfgang von Göthe: Faust. Der Tragödie erster Teil – Regie: Wolfgang Langhoff (Deutsches Theater, Berlin)
- 1964: Johannes R. Becher: Der große Plan – Regie: Wolf-Dieter Panse (Deutsches Theater, Berlin)
- 1968: Hermann Kant: Die Aula – Regie: Uta Birnbaum (Deutsches Theater, Berlin)
- 1968: Johann Wolfgang von Goethe: Faust. Der Tragödie erster Teil (Die alte Baubo) – Regie: Wolfgang Heinz/Adolf Dresen (Deutsches Theater, Berlin)
- 1971: Rolf Schneider: Einzug ins Schloss – Regie: Hans-Georg Simmgen (Deutsches Theater, Berlin)
- 1999: Hugo von Hofmannsthal: Elektra – Regie: Edith Clever (Schaubühne am Lehniner Platz)

### Regisseurin
- 1953: Paul Herbert Freyer:  Auf verlorenem Posten  – (Stadttheater Senftenberg)
- 1953: Alexander Ostrowski: Eine Dummheit macht auch der Gescheiteste – (Stadttheater Senftenberg)
- 1954: George Bernard Shaw: Die Häuser des Herrn Sartorius – (Stadttheater Senftenberg)
- 1956: Ludwig Thoma: Moral – (Stadttheater Senftenberg)
- 1956: Gotthold Ephraim Lessing: Minna von Barnhelm – (Stadttheater Senftenberg)
- 1961: George Bernard Shaw: Frau Warrens Gewerbe – (Theater der Stadt Anklam)